# Magnus Anderberg
Magnus Anderberg, född 3 juni 1985, är en svensk innebandyspelare från Staffanstorp. Han började med innebandy i moderklubben IK Stanstad. Säsongen 2011-2012 gick Anderberg över till sin gamla klubb IK Stanstad. Innan dess var han lagkapten i FC Helsingborg.